# Mouans-Sartoux
Mouans-Sartoux (provenzalisch Moans-Sartós) ist eine französische Gemeinde mit 10.847 Einwohnern (Stand 1. Januar 2022) im Département Alpes-Maritimes und der Region Provence-Alpes-Côte d’Azur. Ihre Einwohner heißen Mouansois.

## Geographie
Mouans-Sartoux liegt im Vallée grassoise zwischen Cannes (zwölf Kilometer entfernt) und Grasse (acht Kilometer entfernt) in unmittelbarer Nachbarschaft von Mougins.

## Geschichte
Mouans und Sartoux waren ursprünglich zwei getrennte Gemeinwesen: Mouans in der Ebene und Sartoux auf einem Hügel namens Castellaras.
1199 ließ sich der Zisterzienser-Abt von Notre-Dame-des-Prés in Sartoux nieder.
Gegen 1350 wurden die beiden Orte wie viele andere der Gegend wegen der Pest-Gefahr verlassen.
1496 kam Pierre de Grasse mit sechzig Familien aus der Gegend von Genua an und besiedelte die Gegend wieder.
Die Gemeinden Sartoux und Mouans wurden durch kaiserliches Dekret vom 28. März 1858, unterzeichnet von Napoléon III., zur Gemeinde Mouans-Sartoux zusammengeschlossen.

### Bevölkerungsentwicklung
| Jahr      | 1962 | 1968 | 1975 | 1982 | 1990 | 1999 | 2009   | 2018 |
| Einwohner | 2047 | 2873 | 3599 | 5119 | 7989 | 8886 | 10.243 | 9911 |

Die Bevölkerungszahlen in Mouans-Sartoux werden seit 1793 erhoben. Nach dem Zensus des Insee von 2007 zählte Mouans-Sartoux 10.331 Einwohner – bisheriger Höchststand – was einem Anstieg von 16 % gegenüber der Erhebung von 1999 entsprach.

## Kultur und Sehenswürdigkeiten
- Kirche Saint-André
- Schloss Mouans aus dem 16. Jahrhundert (Monument historique)
- Waschhaus (Lavoir)

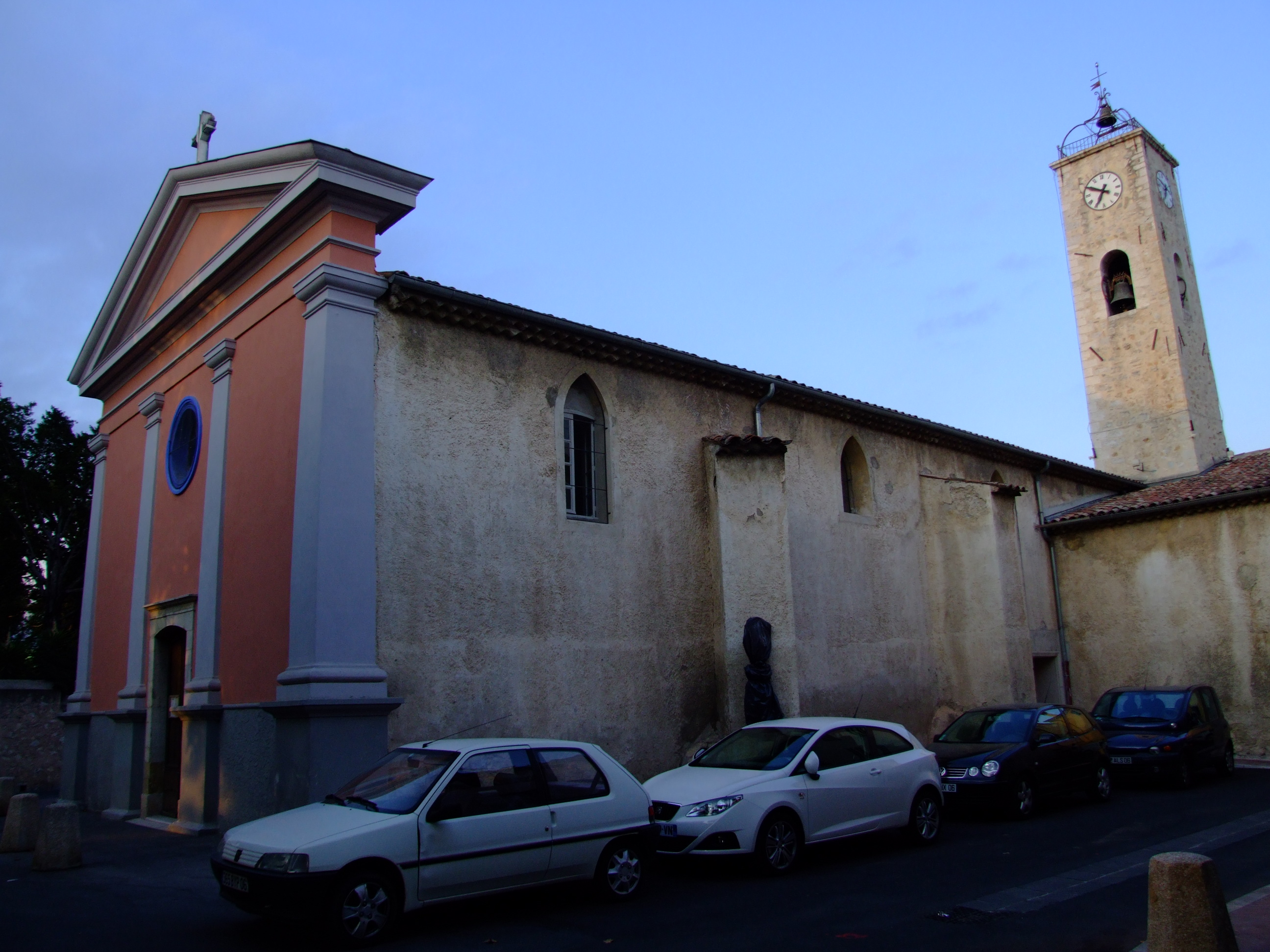
Kirche Saint-André
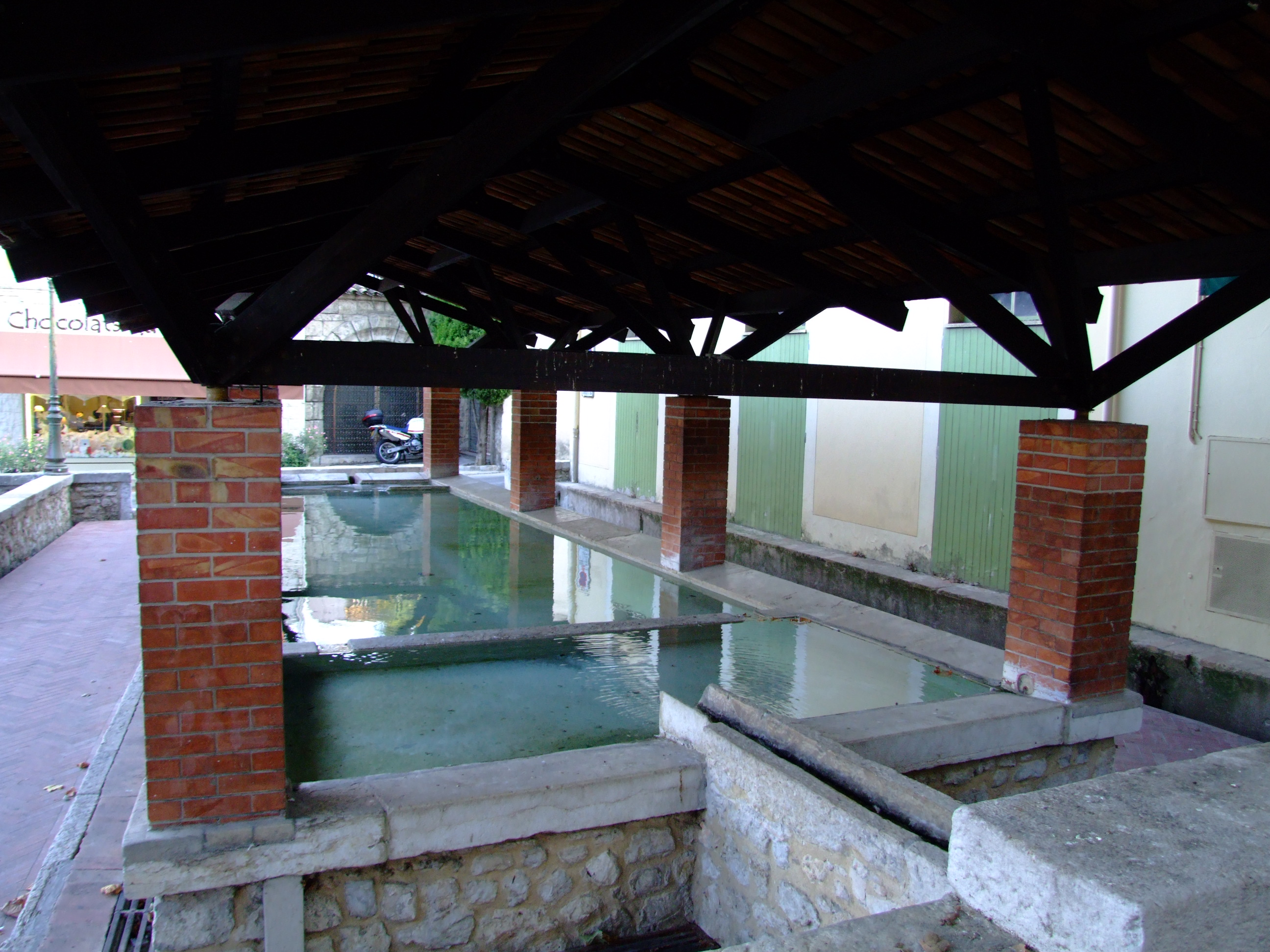
Lanoir
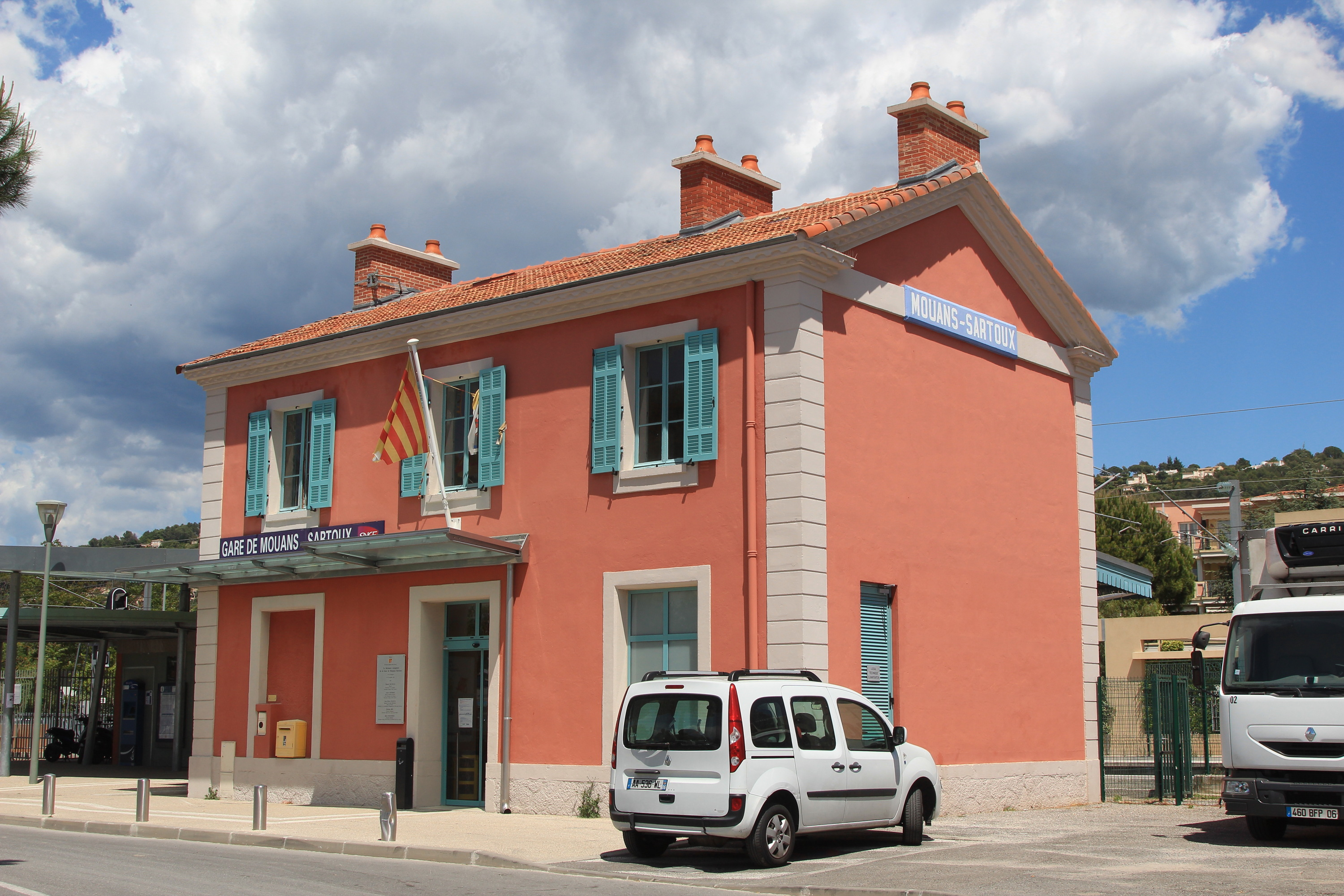
Bahnhof Mouans-Sartoux

Seit 1988 findet in der Gemeinde alljährlich im Oktober das Festival du livre de Mouans-Sartoux, eine internationale Buchmesse, statt, die rund 50.000 Besucher anzieht. Das Festival stellt eines der größten seiner Art in Frankreich dar. 2013 stellte dort der Resistance-Kämpfer Léon Landini den Film Les Jours Heureux vor, an dem auch Stéphane Hessel, Raymond Aubrac und Daniel Cordier mitgewirkt hatten.
L’espace de l’Art Concret (Raum der konkreten Kunst) ist ein von Gottfried Honegger 1990 gegründetes Projekt, das seit 2004 über ein Museumsgebäude verfügt, in dem Werke der Kunstrichtung Konkrete Kunst gezeigt werden.

## Wirtschaft
Mouans-Sartoux ist eine Gemeinde mit ländlicher Tradition, die Wirtschaft ist schon sehr lange auf die Landwirtschaft ausgerichtet (Wein und Oliven). Auch die Seidenraupenzucht war eine der wirtschaftlichen Aktivitäten in Mouans. In einem Kataster des 18. Jahrhunderts sind 1738 Maulbeerbäume in verschiedenen Distrikten aufgeführt. Die Seidenraupenzucht erfolgte bis in die 1940er-Jahre.
Später wurden Parfümpflanzen wie Jasmin und Rosen angebaut. Es gibt auch noch einige Blumenfelder bei der Tour de Laure, einem Beobachtungsturm zur Entdeckung von Waldbränden.